# الکس آرلیت
الکس آرلیت (انگلیسی: Alex Arlitt؛ زادهٔ ۲۵ اوت ۱۹۹۳) بازیکن فوتبال اهل ایالات متحده آمریکا است.
از باشگاه‌هایی که در آن بازی کرده‌است می‌توان به اف سی کانزاس سیتی اشاره کرد.